# Nicolas Guibert
Nicolas Guibert est un joueur de dames français, né le 1er décembre 1972 à Villaines-la-Juhel (Mayenne), ayant débuté en 1988 et étant devenu champion de France 1999.
Il exerça la profession d'ingénieur en génie chimique, et est actuellement développeur professionnel de logiciels informatiques. Nicolas Guibert développe le logiciel de jeu de dames Buggy depuis 1998. Le développement se fait à présent en équipe, Guibert ayant été rejoint par Maxime Kouamé, grand maître international, en 2001, et par Souleymane Keita et Wieger Wesselink (nl) (maître international) en 2002,.

## Palmarès
- Maître National;
- Open d'Avignon en 2004;
- Champion de France Seniors (National) en 1999 à Ax-les-Thermes;
- Vice-champion de France Juniors en 1990.

## Éditeur
Il a édité plusieurs ouvrages au sein de La Collection stratégique :
- Nicolas Guibert, La partie classique - Du débutant au joueur confirmé. De la tactique à la stratégie., N. Guibert, 1995, 44 p. (OCLC 68279344).
- Iser Kouperman (trad. N. Guibert), Premier pas vers le titre, 1995, 165 p. (OCLC 464312489).
- Jean-Pierre Dubois, Le système Roozenburg, 1996, 122 p. (OCLC 463925215).
- Jean-Pierre Dubois, Le système Keller, 1997, 162 p. (OCLC 465723100).
- Michael Kats (trad. Paul Visser, Alexander Baliakine, Nicolas Guibert), La boussole de la stratégie, t. 1, 1999, 185 p. (OCLC 773214656).